# 은하군
은하군(銀河群, 영어: Galaxy group, Group of galaxies) 또는 GrG는 서로의 중력에 의해 속박된 50개 미만의 은하들로 구성된 무리이다. 일차적으로 무리를 이룬, 은하군보다 더 큰 은하무리를 은하단이라고 부른다. 은하군 및 은하단은 서로 모여 초은하단을 구성한다.
우리 은하는 국부 은하군이라 불리는 은하군의 일부이다.

## 특징
은하군은 가장 작은 은하 무리이다. 이들은 보통 직경 1~2 메가파섹(Mpc) 내에 50개보다 적은 은하들을 포함하고 있으며, 질량은 대략 1013 M☉이다. 개개의 은하에 대한 속도 범위는 약 150 km/s이다. 그러나, 크고 무거운 은하계도 가끔 은하군으로 분류되기 때문에 이 정의는 지침으로만 사용되어야 한다.
은하군은 근방의 우주에서 적어도 50%를 차지하고 있는, 우주에서 가장 흔한 구조이다. 은하군은 매우 거대한 타원은하와 은하단 사이의 범위의 질량를 가지고 있다. 근방의 우주에서, 은하군의 거의 절반은 은하단내부물질으로부터 확산 X-선 방출을 드러낸다. X-선을 방출하는 이들은 은하군의 구성원으로, 조기형은하로 보인다. 확산 X-선 방출은 보통 50~500 kpc인 은하군의 비리얼 반지름의 10~50% 안쪽의 영역에서 발생한다.

## 유형
은하군에 관해서 몇가지 하위유형이 있다.

### 밀집은하군
밀집은하군(영어: Compact group)은 작은 영역에서 은하들이 서로 가까이 뭉쳐있는 작은 은하군이다. 이들은 보통 약 5개의 은하가 매우 근접해 있어서 다른 은하와 형성으로부터 격리되어 있다. 최초로 발견된 밀집은하군인 스테판의 오중주는 1877년에 발견되었다. 스테판의 오중주 그 자체는 배경의 은하와 상관없는 4개의 은하로 구성된 은하군이다. 천문학자 폴 힉슨은 1982년에 그러한 은하군들을 수록한 목록, 힉슨 밀집은하군을 만들었다.
밀집은하군은 가시적 질량이 은하가 은하군에 속박되는 필요한 동역학적 질량보다 크게 작기 때문에 암흑물질의 효과를 쉽게 보여준다. 또한 허블시간 동안 역학적으로 안정하지 않으므로 은하들은 우주의 나이보다 많은 시간 안에 병합에 의해 진화하는 것을 보여준다.

### 화석은하군
화석은하군(영어: Fossil group)은 밝은 은하들이 서로 병합하여 타원은하를 형성한 오래된 은하군의 잔재이다. 이러한 계는 이전의 은하군 크기의 X-선 헤일로를 포함하고 있다. 화석은하군은 아직 병합되지 않은 왜소은하를 포함하고 있지만, 은하군에서 가장 무거운 구성원들은 중심의 은하와 이미 뭉쳐졌다.

### 원시은하군
원시은하군은 형성 과정에 있는 은하군이다. 이들은 작은 크기의 원시은하단이다. 원시은하군은 암흑물질헤일로의 은하와 원시은하들을 포함한다.

## 같이 보기
- 일러스트리스 계획